# مجتمع دادگستری منچستر
مجتمع دادگستری منچستر یک ساختمان دولتی در منچستر، انگلستان است که در سال ۲۰۰۷ تکمیل شد و دربردارنده دادگاه شهر منچستر، دفتر ثبت دیوان عالی دادگستری منطقه منچستر، دادگاه رسیدگی به امور خانواده شهر، دفتر ثبت اسناد و دفاتر منطقه ای و ناحیه ای خدمات دادگاهی است.

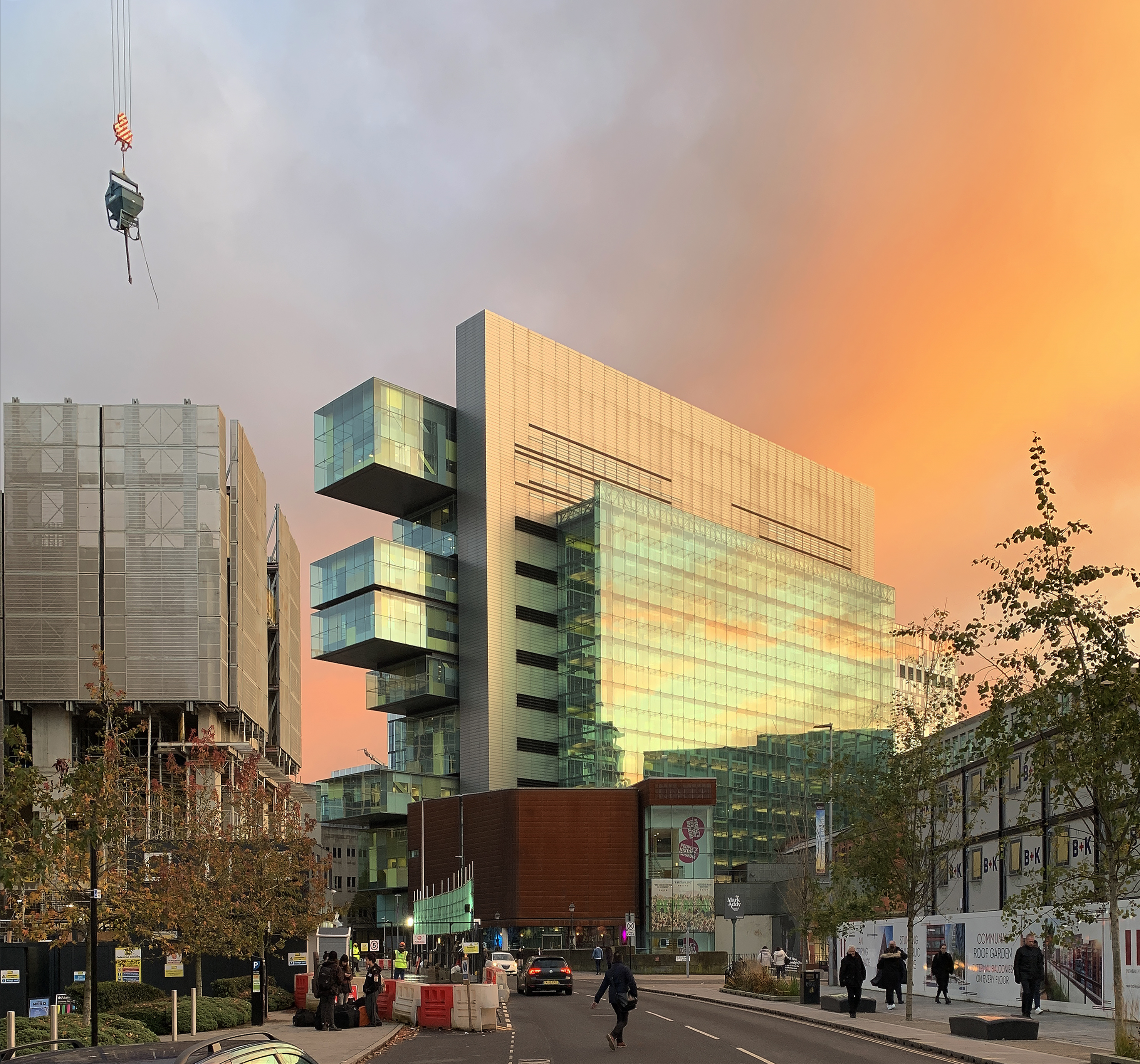
مجتمع دادگستری منچستر در غروب آفتاب